# کروگویا
کروگویا (به لاتین: Kerugoya) یک شهر در کنیا است که در شهرستان کیرینیاگا واقع شده‌است. کروگویا ۱۴٬۰۵۶ نفر جمعیت دارد و ۱٬۵۴۸ متر بالاتر از سطح دریا واقع شده‌است.